# The Glenn Miller Story
The Glenn Miller Story là một phim do Anthony Mann đạo diễn, xuất phẩm ngày 10 tháng 2 năm 1954 tại New York.

## Lịch sử
Truyện phim phỏng theo một phần đời nhạc gia Glenn Miller (1904 - 1944) It was screened out of competition at the 1985 Cannes Film Festival..

## Nội dung
Glenn và Chummy là đôi nhạc công nghèo, phải xin xỏ rất vất vả mới được biểu diễn tại các tụ điểm ca nhạc ăn khách. Trong khi Chummy chỉ mải mê thay đời xe hơi thì Glenn vùi đầu vào sáng tác. Tuy nhiên, Glenn vẫn không quên nhiệm vụ là hàng tuần rủ bạn gái Helen đi chơi.
Sau này, khi họ thành thân và Glenn có chút tiếng tăm trong sự nghiệp thì đúng lúc Đệ nhị Thế chiến bùng nổ. Glenn gia nhập đoàn quân nhạc, đi khắp Thái Bình Dương và Âu châu phụng vụ binh sĩ.
Trong một chuyến đi đặc biệt, Glenn Miller mất vì phi cơ gặp sự cố, để lại nỗi tiếc thương cho vợ trẻ và đồng nghiệp.

## Kĩ thuật
Phim được quay chủ yếu tại Mỹ trong các tháng 06-07 năm 1953.

### Sản xuất
- Điều phối: Alexander Golitzen, Bernard Herzbrun
- Phục trang: Jay A. Morley Jr.

### Diễn xuất
- James Stewart as Glenn Miller (Trombone dubbed by Joe Yukl và Trummy Young)
- June Allyson as Helen Burger Miller
- Harry Morgan as Chummy MacGregor (billed as Henry Morgan)
- Charles Drake as Don Haynes
- George Tobias as Si Shribman
- Barton MacLane as Gen. Henry H. Arnold, USAAF
- Sig Ruman as W Kranz
- Marion Ross as Polly Haynes
- Nino Tempo as Wilbur Schwartz (Clarinet playing dubbed by Wilbur Schwartz)
- Irving Bacon as Mr. Miller
- Kathleen Lockhart as Mrs. Miller
- James Bell as Mr. Burger
- Louis Armstrong

## Nhạc nền
1. "Moonlight Serenade"
2. "Tuxedo Junction"
3. "Little Brown Jug"
4. "St. Louis Blues — March"
5. "Basin Street Blues"
6. "In the Mood"
7. "A String of Pearls"
8. "Pennsylvania 6-5000"
9. "American Patrol"
10. "Otchi-Tchor-Ni-Ya"